# Lac Õisu
Le lac Õisu (en estonien : Õisu järv) est un lac dans le comté de Viljandi en Estonie,.

## Géographie
Le lac Õisu est un lac naturel protégé allongé dans la direction nord-ouest-sud-est et situé dans la partie centrale des collines de Sakala (et), dans la commune de Mulgi, à 1 kilomètre au nord-ouest du bourg  d'Õisu.
Le lac Ōisu s'étend sur 193,4 hectares, sa profondeur maximale est de 4,3 mètres et sa profondeur moyenne est de 2,8 mètres. 
Le lac a une longueur de 2 300 mètres et son rivage de 6 920 mètres.
Il est situé à 45,5 m d'altitude. 
Le lac est orienté dans la direction sud-est-nord-ouest, dans la vallée d'Õisu-Rimmu. 
Le lac est partiellement marécageux, ses rives sont peu profondes et tourbeuses.
La partie la plus profonde se trouve légèrement au nord-est de la partie centrale.
Le lac est entouré de prairies marécageuses, au loin également de forêts, du côté nord-ouest d'une petite tourbière. 
Les rives du lac sont basses, tourbeuses, bordées d'un rocher du côté sud. Le fond du lac est recouvert d'une couche de boue de plus de 2 mètres d'épaisseur sauf au nord-est où il y a un fond sableux.
Le lac a un fort débit. La rivière Vidva (Ísu), la rivière Saviaru (Piiri), le ruisseau Eresti (Kaarli) et des fossés s'y déversent. 
Son émissaire est la rivière Rimmi (Kõpu) qui coule du coin nord-ouest puis se jette dans la rivière Raudna. 
La route Sultsi-Abja-Paluoja passe à environ 160 mètres à l'est du lac.

## Galerie

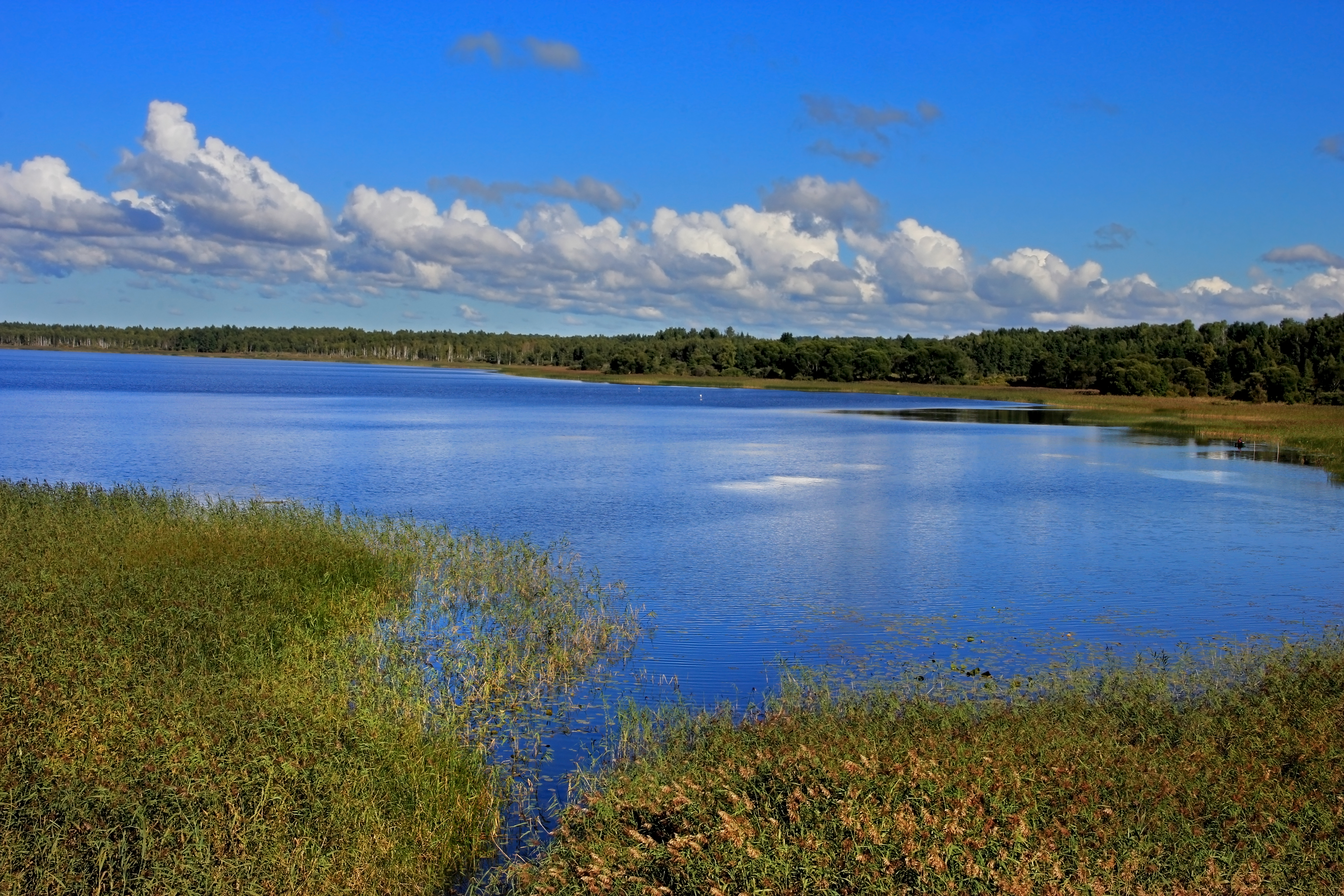
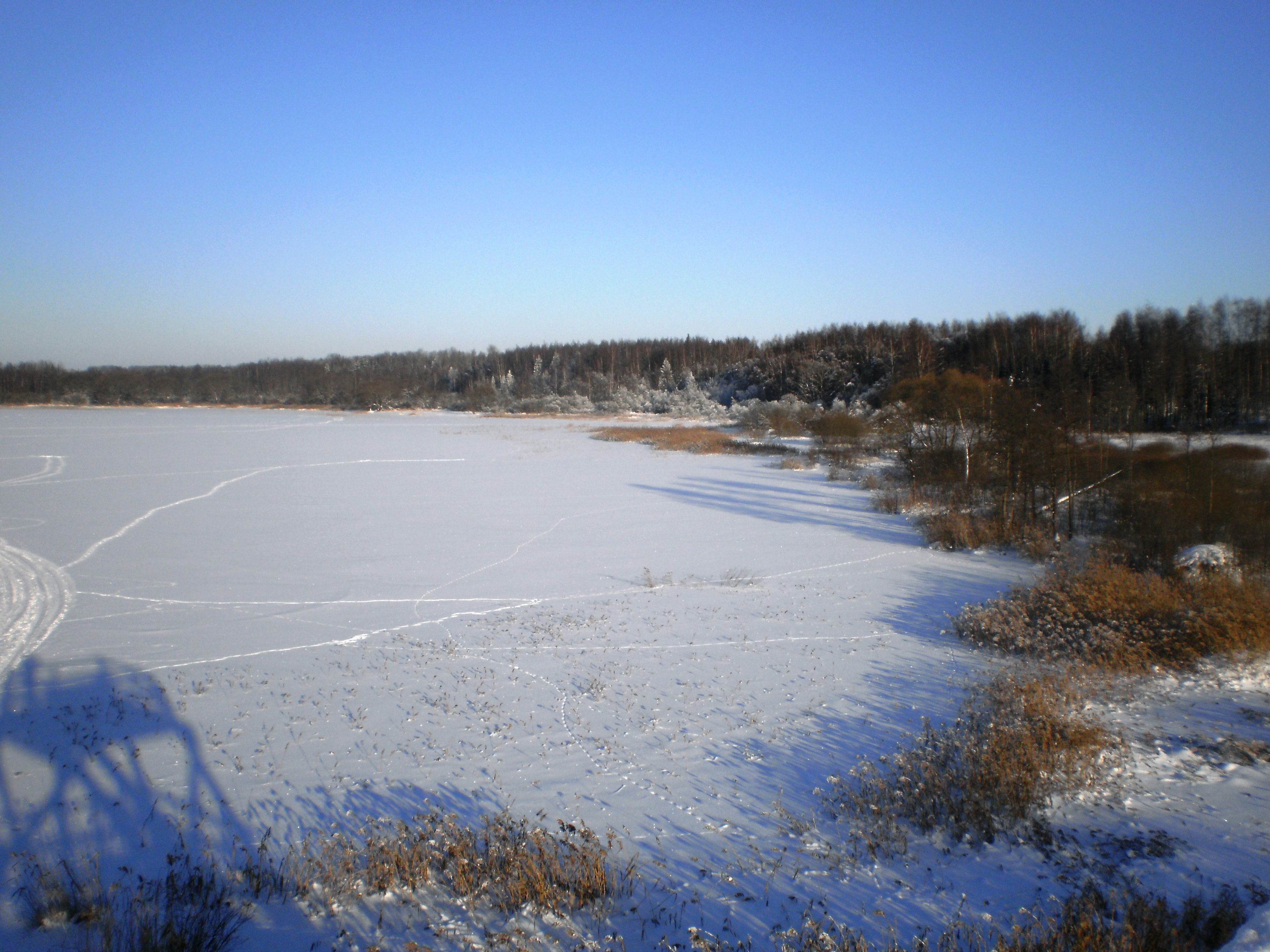